# 镜花水月 (戏剧)
《镜花水月》是孟京辉导演的小剧场戏剧，2006年5月18日于北京东方先锋剧场首演，中国国家话剧院演出。导演称此剧是向大卫·林奇及彼得·格林纳威致敬之作。
该剧根据西川的诗作《镜花水月》和《近景·远景》改编。

## 演出情况
首轮演出从2006年5月18日持续到5月28日，演员爲沈佳妮、赵红薇、苏小刚、宋柳、蔺达诺、唐梓翔。